# Fuzion Frenzy 2
Fuzion Frenzy 2 est un jeu vidéo de type party game édité par développé par Hudson Soft et édité par Microsoft Game Studios, sorti en 2007 sur Xbox 360. Il s'agit de la suite de Fuzion Frenzy.

## Système de jeu
Fuzion Frenzy 2 est jouable à quatre joueurs et propose un mode de jeu en ligne.

## Accueil
- IGN : 6/10[1]
- Eurogamer : 3/10[2]